# 543229 Matiganis
543229 Matiganis è un asteroide della fascia principale esterna. Scoperto nel 2013, presenta un'orbita caratterizzata da un semiasse maggiore pari a 3,146786 UA e da un'eccentricità di 0,100339, inclinata di 10,445361° rispetto all'eclittica.